# Hellenic Football Club
L'Hellenic Football Club è una società calcistica sudafricana, con sede a Città del Capo (provincia del Capo Occidentale).

## Storia

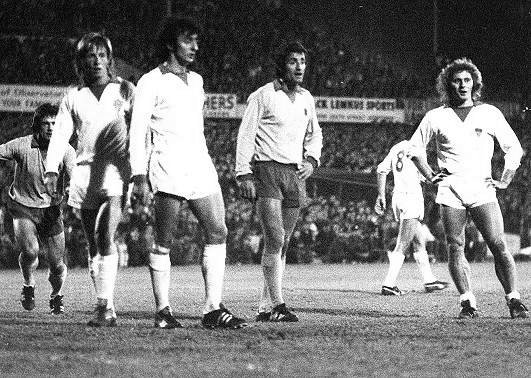
L'Hellenic contro il CTC.

La società venne fondata nel 1958 dalla comunità greca di Città del Capo.
Iscritta alla National Football League, ne divenne una delle squadre più rappresentative, arrivando ad avere fino a 20.000 spettatori a partita, ottenendo due secondi posti e la vittoria nell'edizione 1971.
Nel 1975 la squadra fu partecipe ad un incontro storico per il calcio sudafricano. In quell'anno si affrontarono nella finale della Chevrolet Champions of Champions, uno dei pochi tornei multietnici del Sudafrica dell'epoca, l'Hellenic ed il Kaizer Chiefs. L'Hellenic era formata da solo giocatori bianchi, mentre gli Chiefs schieravano soli giocatori neri. La squadra di Città del Capo vinse la prima partita per 4-0, mentre gli Chiefs si imposero nella gara di ritorno 2-1, grazie ai gol di Motaung e Ngcobo e, questa fu la prima volta in Sudafrica che una squadra “nera” batteva una squadra “bianca”.
Nel 1978 la NFL si fonde con la NPSL e l'Hellenic entra nella lega a partire dall'anno seguente. Nel 1985 l'Hellenic è fra il 15 sodalizi che lasciano la NPSL per creare la nuova National Soccer League. Nella NSL First Division 1989 ottiene il terzo posto in campionato.
L'Hellenic è tra le squadre che partecipano alla prima edizione della Premier Division, la 1996-1997, in cui ottiene il quinto posto in classifica. Milita nella massima divisione sudafricana sino alla stagione 2003-2004, quando la dirigenza dell'Hellenic cede il diritto di partecipazione alla PSL al Benoni Premier United di Benoni nel Gauteng.
Con ancora il vecchio nome di Hellenic sfiora l'immediato ritorno in massima serie perdendo il play-off promozione contro il Tembisa Classic. Al termine di questo campionato vi è il definitivo cambio di nome e identità societaria.
Nel 2011 la squadra viene rifondata con l'intenzione di concentrarsi sullo sviluppo del settore giovanile in un sobborgo di Città del Capo, Milnerton.

## Palmarès

### Competizioni nazionali
- National Football League (Sudafrica): 1

1971

### Altri piazzamenti
- Coppa di Lega sudafricana:

Finalista: 1994